# Albert Vigoleis Thelen

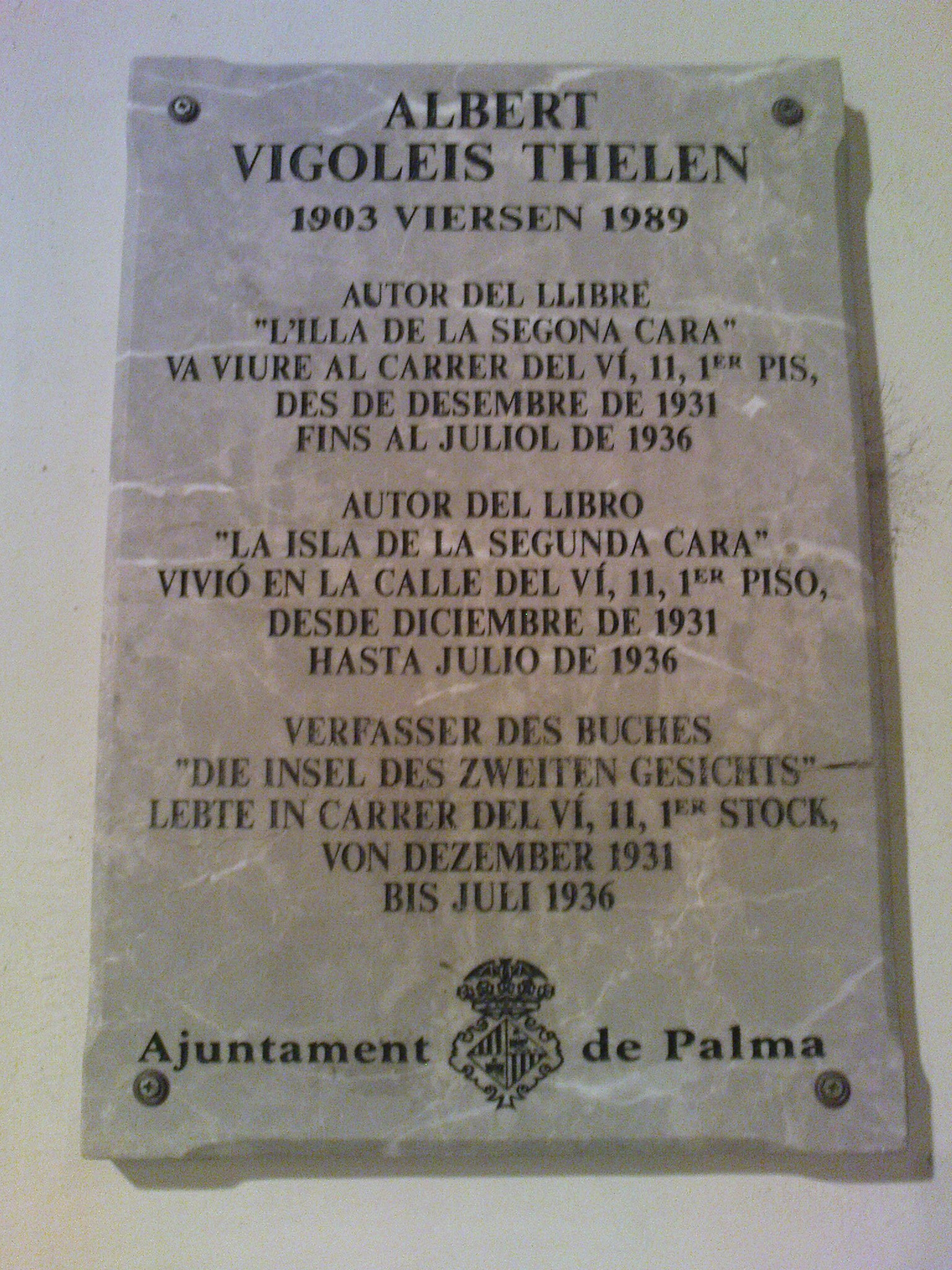
Een gedenkplaat in Palma herinnert aan het verblijf van Vigoleis Thelen

Albert Vigoleis Thelen (Süchteln, 28 september 1903 - Dülken, 9 april 1989) was een Duits auteur en vertaler (hoofdzakelijk uit het Portugees), afkomstig uit het grensgebied met Nederland.

## Leven
Thelen was de zoon van de boekhandelaar Louis Thelen en diens echtgenote Johanna Scheifes. Hij werd, evenals zijn drie broers, streng katholiek opgevoed. Zijn schoolopleiding verkreeg hij op de 'Volksschule' (1909-1913) en op de Kaiser-Wilhelm-Schule (1913-1918). Het gymnasium in Viersen bezocht hij slechts een jaar en verliet hij dus zonder diploma. Na enkele jaren te hebben gewerkt als technisch tekenaar bezocht hij in 1923 de textielvakschool in Krefeld. Op 30 oktober 1925 begon hij de studie germanistiek, filosofie en kunstgeschiedenis aan de Keulse universiteit. In het daarop volgende jaar zette hij zijn studie voort aan de universiteit van Münster, waar hij ook Nederlands studeerde. Bij zijn eerste pogingen literair werk te vervaardigen, koos hij als alter ego de tweede voornaam Vigoleis, naar eigen zeggen afkomstig uit het middeleeuwse epos Wigalois van Wirnt von Grafenberg.
In 1928 werkte Thelen als assistent van de hoogleraar Karl Dester in Keulen mee aan de Internationale Presseausstellung Pressa. Daar leerde hij zijn latere vrouw Beatrice Bruckner kennen. Tussen 1928 en 1931 voorzag hij in zijn levensonderhoud als arbeider op de boerderij van zijn oudere broer Joseph. Hij trachtte vele malen te debuteren, hetgeen hem uiteindelijk (12 september 1929) lukte met de tekst 'Versuch einer Deutung', een artikel over de schilder Hermann Schmitz in de Vereinigten Drei-Städte-Zeitung.
Thelen woonde enkele maanden in Amsterdam en vervolgens van 1931 tot 1936 met zijn echtgenote op Mallorca, waar hij onder anderen de Duitse vertaling voltooide van Het carnaval der burgers van de Nederlandse essayist Menno ter Braak, met een voorwoord van Thomas Mann. Doordat in Duitsland de nazi's aan de macht waren gekomen, kon daarvoor echter geen uitgever meer worden gevonden. Om dezelfde reden leden zijn Duitse vertalingen van de Nederlandse schrijvers Van Vriesland en Slauerhoff schipbreuk.
In 1934 traden Albert en Beatrice in Barcelona in het huwelijk. Uit die tijd stamt zijn levenslange vriendschap met Albert Helman. Wegens het uitbreken van de Spaanse Burgeroorlog week het echtpaar, dat in Duitsland als fel anti-fascistisch bekendstond, uit naar Marseille, en later naar Auressio. Veel van hun goede vrienden op Mallorca - door Thelen levendig geschilderd in Die Insel des zweiten Gesichts - werden op gruwelijke wijze door Spaanse fascisten gedood. Via Frankrijk en Spanje bereikten zij in 1939 Portugal, waar de dichter Teixeira de Pascoaes ze tussen 1939 en 1947 onderdak verschafte op zijn wijnplantage 'Sao Jao de Gatao' nabij Amarante. Deze jaren bleken voor Thelen zeer productief; zijn poging om zijn vriend Hendrik Marsman hiernaartoe te halen mislukte.
Van 1947 tot 1954 verbleef Thelen met zijn vrouw weer in Amsterdam. Hij genoot in Nederland al voor de oorlog in kleine kring, voornamelijk onder schrijvers, een bijzondere reputatie vanwege zijn zeer bewogen leven; een selectie uit zijn brieven, die Ter Braak had willen uitgeven, had in 1940 al schipbreuk geleden door Ter Braaks vroege dood en het uitbreken van de oorlog, waarin de originelen verloren waren gegaan. Deze manuscripten deelden het lot van het proza en de vele gedichten, die tijdens Thelens verblijf in een bordeel op Mallorca door ratten waren opgevreten of aldaar door hemzelf verbrand.
Uitgever Geert van Oorschot moedigde hem nu aan, alsnog zijn herinneringen op schrift te stellen en publiceerde zo als eerste Thelens autobiografische roman Die Insel des zweiten Gesichts, in het Duits. Van Oorschot was het die de schrijver in deze naoorlogse jaren met raad en daad terzijde stond. Toen echter bleek dat van Oorschot het manuscript van 'Die Insel des zweiten Gesichts' te lang vond, scheurde Thelen er in een woedeaanval 300 pagina's uit en verbrandde die in de haard. Vooral de herinneringen aan zijn vriendschap met de dichter Marsman gingen verloren. Die Insel des zweiten Gesichts verscheen in 1953 bij Van Oorschot, en werd door Thomas Mann geprezen als een van de grootste autobiografieën van de twintigste eeuw; zijn boek laat zich vergelijken met andere grote autobiografieën, zoals Het land van herkomst van E. du Perron en Jahrestage van Uwe Johnson. Het boek leverde Thelen onder meer de Theodor-Fontane-prijs op.
In 1954 verhuisde Thelen eerst naar Locarno en vervolgens naar Ascona. In 1960 verhuisde hij naar Blonay nabij Vevey. Hij beheerde er landgoederen van vermogende grootgrondbezitters. In 1962 werd hij erkend als slachtoffer van het naziregime en hij ontving als zodanig een financiële toelage. In 1973 verhuisde hij naar Lausanne.
Met ingang van 27 december 1984 verleende de Duitse deelstaat Noordrijn-Westfalen hem de titel Professor. Een jaar later nam hij van de Duitse president Richard von Weizsäcker een hoge onderscheiding in ontvangst, vanwege zijn algehele verdiensten op literair gebied. In 1986 vestigde het echtpaar zich in Dülken, waar Thelen in 1989 overleed, drie jaar later gevolgd door zijn echtgenote.

## Werken
In Nederland werd Thelen vooral bekend door 'Die Insel des zweiten Gesichts', dat pas ruim vijftig jaar na eerste publicatie in vertaling verscheen (Het eiland van het tweede gezicht) in 2004. Het lijvige boek is een autobiografische roman geschreven in mild humorrijk proza, waarin hij verslag doet van zijn verblijf op Mallorca met zijn vriendin Beatrice, vanaf 1931 tot de aanloop tot de Spaanse Burgeroorlog in 1936. Het in Nederland uitgegeven boek leverde hem de Theodor-Fontane-Preis van de stad Berlijn op voor het jaar 1954.
Thelen heeft veel meer geschreven waaronder vele gedichten. Samen met de dichter Hendrik Marsman vertaalde hij São Jerónimo e a trovoada (Hieronymus, dichter der vriendschap, 1939) van de Portugese mysticus Teixeira de Pascoaes.
Zijn biograaf Jürgen Pütz is van mening dat Thelen de grote onbekende van de Duitse letterkunde is.

## Publicaties van Thelen
- 1942 - Schloss Pascoaes (gedichten)
- 1953 - Die Insel des zweiten Gesichts. Aus den angewandten Erinnerungen des Vigoleis. (autobiografische roman over het leven van echtpaar Thelen op Mallorca; Nederlandse vertaling: Het eiland van het tweede gezicht, 2004)
- 1954 - Vigolotria (gedichten)
- 1955 - Der Tragelaph (gedichten)
- 1956 - Der schwarze Herr Bahßetup (roman)
- 1963 - Runenmund (gedichten)
- 1967 - Glis-Glis (vertelling)
- 1979 - Im Gläs der Worte (gedichten)
- 1984 - Poetische Märzkälbereien (prozateksten)
- 1984 - Lobsame Handelsbalz
- 1985 - Gedichte und Holzschnitte
- 1986 - Saudade (gedichten)
- 1987 - Goethes Gespräche mit Frau Eckermann
- 1988 - Einfahrt in Pascoaes
- 1989 - Mein Name ist Hase
- 1989 - Was wir sind (gedichten)
- 1989 - Der Magische Rand: eine abtriftige Geschichte
- 1989 - Gedichte-Linolschnitte
- 1989 - Gedichte-Zeichnungen
- 1990 - Gedichte
- 1990 - Poetische Märzkälbereien (uitgebreide uitgave)
- 1996 - Die Literatur in der Fremde (literatuurkritiek)
- 1997 - Cartas a Teixeira de Pascoaes (brieven
- 1998 - water closet regained, (gedicht)
- 1999 - Goethe anonymus
- 1999 - Die Gottlosigkeit Gottes oder Das Gesicht der zweiten Insel, (romanfragment op cd) (De tekst werd na Thelens dood vernietigd en resteert slechts in deze vorm: op cd, voorgelezen door Thelen in 1966)
- 2000 - Briefe an Teixeira de Pascoaes
- 2003 - Die Insel des zweiten Gesichts: gelesen von Albert Vigoleis Thelen (cd)

## Publicaties over Thelen
- Jattie Enklaar, Hans Ester (Hrsg.): Albert Vigoleis Thelen. Editions Rodopi. Amsterdam 1988. ISBN 90-6203-820-4
- Jürgen Pütz (Hrsg.): In Zweifelsfällen entscheidet die Wahrheit. Beiträge zu Albert Vigoleis Thelen. Juni Verlag. Viersen 1988. ISBN 3-926738-01-4
- Horst Winz /Hrsg.): Hommage à Albert Vigoleis Thelen. Juni Verlag. Mönchengladbach 1989. ISBN 3-926738-04-9
- Jürgen Pütz: Doppelgänger seiner selbst. Der Erzähler Albert Vigoleis Thelen. Deutscher Universitäts-Verlag. Wiesbaden 1990. ISBN 3-8244-4048-2 (Biografie)
- Lauter Vigoleisiaden oder Der zweite Blick auf Albert Vigoleis Thelen. Thelen-Ausgabe von „die horen“. Zeitschrift für Literatur, Kunst und Kritik. Nr. 199. Bremerhaven 2000. ISSN 0018-4942
- Jürgen Pütz (Hrsg.): Albert Vigoleis Thelen. Erzweltschmerzler und Sprachschwegler. Eine Bildbiographie. edition die horen. Bremerhaven 2003. ISBN 3-89701-984-1
- Heinz Eickmans, Lut Missinne (Hrsg.): Albert Vigoleis Thelen. Mittler zwischen Sprachen und Kulturen. Niederlande-Studien, Bd. 38. Waxmann. Münster 2005. ISBN 978-3-8309-1492-1
- Michiel van Kempen, Albert Vigoleis Thelen en het grootste anti-Duitse boek uit de Duitse literatuur. In: Armada, jrg. 14 (2008), nr. 50, maart, pp. 110–118.